# Coenzima A
Coenzima A (notată CoA, CoA-SH sau HS-CoA) este o coenzimă, importantă pentru rolul său în sinteza și oxidarea acizilor grași, dar și pentru oxidarea piruvatului la acid citric în urma ciclului Krebs. În corpul uman, biosinteza coenzimei A presupune utilizarea cisteinei, acidului pantotenic și a adenozintrifosfatului (ATP).
Structura coenzimei A a fost descoperită la începutul anilor 1950 la Institutul Lister din Londra, cu ajutorul unor lucrători de la Facultatea de Medicină Harvard și de la Massachusetts General Hospital.

## Rol biochimic
Coenzima A este, din punct de vedere chimic, un tiol, și de aceea poate reacționa cu acizii carboxilici pentru a forma tioesteri. Astfel, coenzima A poate lega o grupă acil și intervine așadar în procesul de transport al acizilor grași din citoplasmă în mitocondrie. Când coenzima A poartă o grupare acetil, ea este cunoscută sub numele de acetil-CoA, aceasta fiind o altă moleculă foarte importantă în procesele metabolice.